# FON

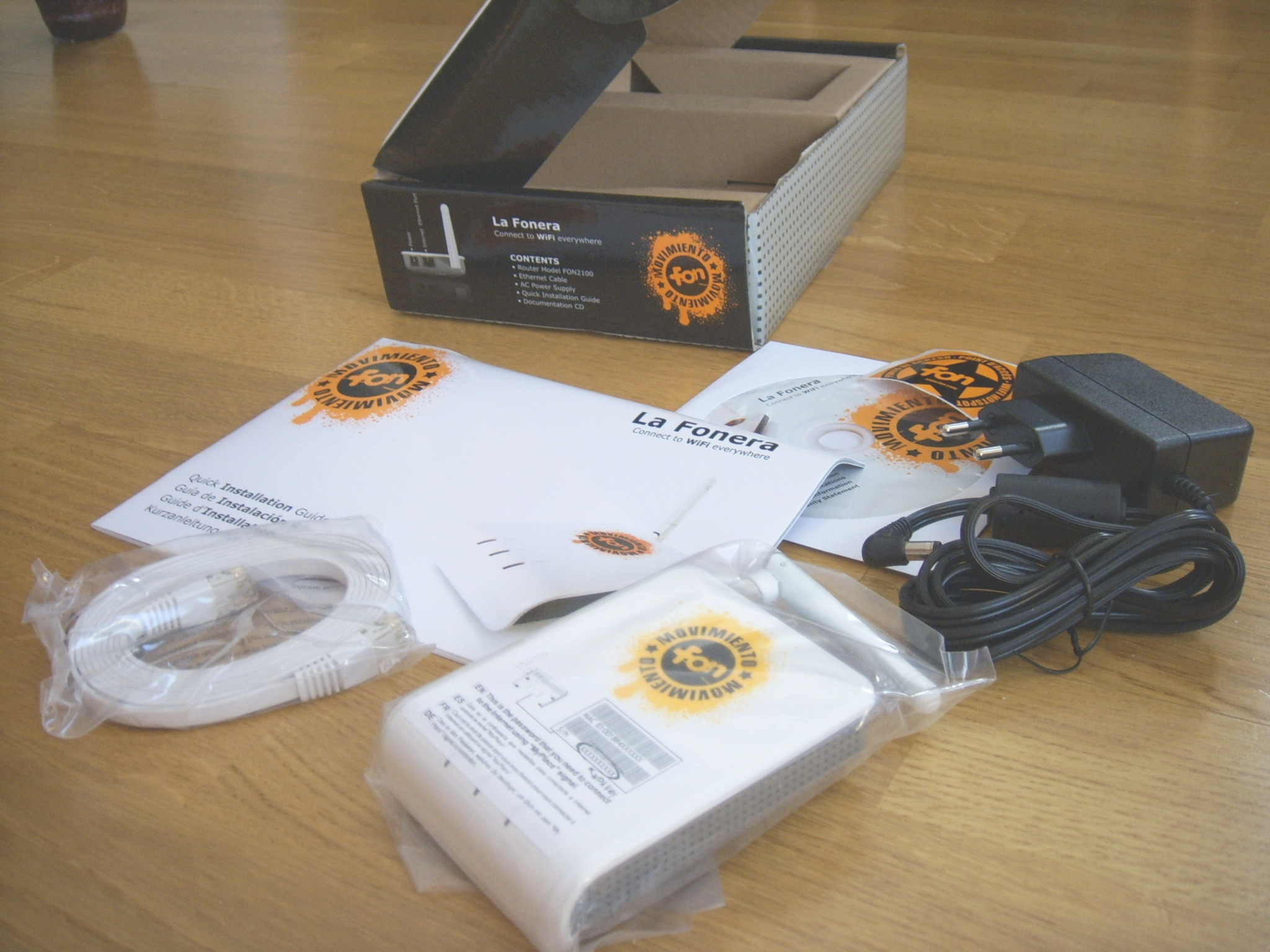
専用ルータ「ラ・フォネラ」（欧州仕様）

FON（フォン）とは、無線LANを利用してインターネットアクセスを会員相互で世界中で共有するシステム。また、それを提供する企業。

## 概要
FONは世界150ヵ国で2300万以上の無線LANアクセスポイントを有する、世界最大のグローバルWi-Fiコミュニティである。イギリス、フランス、ドイツ、アメリカ、ロシア、ポルトガル、ベルギー、日本など各国の大手通信キャリアやインターネットサービスプロバイダーと業務提携、資本提携を行っているため、これらの国では広く普及しているが他の国ではほとんど普及していない。
FONコミュニティのメンバーは自宅に設置した専用の無線LANルーターを他のFONコミュニティメンバーにアクセスポイントとして共有することに同意する代わりに、世界中のFONのアクセスポイント（FONスポット）を無料で利用することができる。FONのメンバーが増えれば増えるほど、利用できるFONスポットが増え、様々な場所で気軽に無料でインターネットにアクセスできるようになる。

## 会社・サービスの沿革
企業としてのFONは2005年11月にスペインで設立されたベンチャー企業である。創業者はマーティン・バーサフスキー（Martin Varsavsky）。日本ではフォン・ジャパン株式会社が2006年8月に設立され2006年12月4日よりサービスを開始している。
- 2005年11月 - スペインで設立。
- 2006年
  - 2月 - Index Ventures、Sequoia Capital、Google、Skypeなどが合計で1,800万ユーロ（約25億7,000万円）を出資し話題になる。
  - 8月10日 - 日本法人「フォン・ジャパン」設立。
  - 12月4日 - 日本での運用を本格的に開始、専用ルータ「ラ・フォネラ」を販売開始する。
- 2007年
  - 3月29日 - Googleに加え、伊藤忠商事やエキサイトなど日本企業より新たに1,000万ユーロの出資を受ける。
  - 3月30日 - 日本国内のアクセスポイント数が1万を超える。
  - 12月1日 - 日本国内のアクセスポイント数が24,654、ユーザー数が43,902人となる。
- 2008年
  - 2月4日 - 株式会社ライブドアとの提携を発表した。この提携によりlivedoor Wirelessの無線LANスポットが使えるようになった（東京都23区の屋外エリアを中心に約2,200箇所のアクセスポイントを所有）。
  - 5月6日現在 - 日本国内のアクセスポイント数は約3万9000、会員数が約7万1000。
  - 8月11日現在 - 日本国内のアクセスポイント数は44,482、会員数が83,822。
- 2009年
  - 6月現在 - 日本国内のアクセスポイント数は約6万5000、会員数が約13万人。世界のアクセスポイントは約388,000。
  - 10月20日現在 - 日本国内のアクセスポイント数は7万3502、会員数が15万7333人。世界のアクセスポイントは43万2754、会員数170万1193人[1]。
- 2010年
  - 2月 - ソフトバンクモバイルよりiPhone購入時の条件に含まれるパケット定額プランとソフトバンクWi-Fiスポット（i）の契約者にFON2305E、FON2405Eを無料配布開始。
  - 3月 - ソフトバンクモバイルが全国全てのソフトバンクショップにFONアクセスポイント設置を発表。
- 2011年2月 - ソフトバンクモバイルが、ソフトバンクWi-Fiスポット（SSID：FON）からLinusを排除することを決定。ソフトバンクモバイル製以外の端末ではソフトバンクWi-Fiスポットを利用できなくなった。ソフトバンクモバイルは公式ツイッターアカウントにて、「"FON"は、ソフトバンクモバイル独自の公衆無線LANサービスのSSIDであり、FONJAPANのWi-Fi網とは別物である」との見解を表明[2]。これは「偽FON」と呼ばれている。livedoor Wirelessとの提携終了。
- 2012年11月 - ソフトバンクモバイル、SSID：FONを廃止し「0001softbank」「0002softbank」の2つに集約。「偽FON」問題が解決する。
- 2014年10月 - ソフトバンクモバイル配布の FON ルータのファームウェアが自動でバージョンアップされ、0001softbank および SWS1day などの SSID を発信し、有料のサービスを提供する改変が行われた。
- 2015年3月19日 - ワイヤレスゲートとフォン・ジャパンが協力し、Fonera miniをヨドバシカメラで販売することが決定した。
- 2020年9月28日 - フォン・ジャパンは超高速光インターネット「Fon光」のサービス提供を開始。
- 2020年10月22日 - フォン・ジャパンが、 Fonスポット以外にも接続可能となる 「ワイヤレスゲートFonプレミアムID」の販売を開始

## 事業内容
事業内容は無線LANアクセスポイントを共有するシステムの提供とその専用ルータの販売を行っている。アクセスポイントを開設するには専用のルータを購入するか、同社より提供されているソフトウェアを自分の持つ無線LANのルータやPCにインストールすることにより実現される。ソフトウェアに関してはオープンソースで提供されている。
FONの利用者はFoneroと呼ばれる。Foneroは3種類に区分され、それぞれLinus、Bill、Alienと呼ばれる。
Linus
Linusとして登録したFoneroは、自分の持つ無線ルータを常にアクセスポイントとして無料で提供し続ける代わりに、全世界のFONアクセスポイントを同様に無料で使用できる。
Bill
Linusとは逆に、アクセスポイントを開設すると、アクセスポイント使用料の50%が報酬としてFON社から支払われるFonero。つまり自らが他のアクセスポイントを利用する際には使用料を払わなければならない。
Alien
他の2つと違い、自らアクセスポイントを開設する必要はないが、有料で開設されているアクセスポイントを使用することが出来るFonero。
サービスの「Linus」と「Bill」の名前はLinuxの開発者リーナス・トーバルズ（Linus Torvalds）、マイクロソフトの創始者ビル・ゲイツ（Bill Gates）に由来する。Alienは文字通り「異邦人」。
日本では現在Linusのみサービスしており、Bill、Alienのサービスは行っていない（Billはサービス自体がなく、Alienは身分のみ）。理由は有料にするには電気通信事業法に基づく申請や手続きが必要のため。
また日本は、2007年10月に世界一FONスポットの多い国となった。
また、フォンジャパンでは2020年9月より超高速光インターネット回線「Fon光」のサービス提供を開始。

## 製品一覧
もともと、FONは互換性のあるルーター、特にLinksysルーター向けのソフトウェアとして始まった。FONはFONソフトウェアをインストール済みのこれらのルーターの事を"FON Social Routers"と呼んだ。これはOpenWrtをベースにしたカスタムファームウェアだった。
FONはOpenWrtをFONブランドのルーターの基本ファームウェアとして使い始めた。このファームウェアはFONコミュニティーでの用途のためにカスタマイズされ、フォネロが自分のブロードバンド接続を共有し、世界中の他のFONスポットに繋ぐことが出来るようにしている。ルーターのファームウェアはアップデートとルーターの設定をLa Foneraのウェブサイトからダウンロードするようになっている。
La Foneraファームウェアはプライベートとパブリックの両方の無線ネットワークを作ることでセキュリティの問題を解決している。これは以下のような2つのSSIDを作ることによってなされている。
プライベート
このSSIDはFON設置者が個人的に使えるように暗号化されている。SSIDは初期設定名は「MyPlace」であるが、任意名に変更可能。このネットワークを使う人だけが内部ネットワークのコンピューターやファイルにアクセスできる。
パブリック
2つ目のSSIDはWebベースのFON認証が必要である。SSIDは一般的には「FON_FREE_INTERNET」が多く用いられるが、一部の機種では変更可能で「FON_XXXXXX」（XXXXXXは任意の文字列、文字数）になっている場合もある。これは他の登録済みフォネロが使えるものである。登録済みフォネロはFONコミュニティーにアクセスすることが出来るが、そのルーターの所有者のプライベートネットワークにはアクセスできない。フォネロだけがこのSSIDに繋ぐためのパスワードを知っている。
FONルーターはLa Foneraと呼ばれ、amazonから買うことが出来る。La FoneraルーターはAcctonによって設計・製造されている。このルーターはFONファームウェアを書きこまれた上で販売され、このファームウェアは非公式ファームウェアを書き込まれる事を防ぐためのセキュリティが施されている。
La Fonera（FON2100E/FON2200E）
このLa Foneraルーターは一つのWANポートと無線アンテナを持つが、LANポートはない。既存のルーターに接続したり、直接モデムに接続することも出来る。標準的な無指向性のアンテナ（1.5dBi）を持つ。ハイゲインのアンテナ（Fontenna）がオプションになっている。
La Fonera+（FON2201）
La Fonera+はLa Foneraの全ての機能を踏襲しているが、さらに多くの機能を持っている。
イーサネットポートが追加され、有線LAN接続が可能なコンピューターを繋ぐことが出来るようになった。これはプライベート側の無線ネットワークと同じ仮想ネットワークに繋がり、相互に接続することが出来る。フォネロはルーターの4つのLEDでルーターの状態を知ることができる（電源が入っているかどうか、WAN側がオンラインかどうか、LAN側がオンラインかどうか、WiFiが通信中かどうか）。
さらに、La Foneraでは外部アンテナのみだったがLa Fonera+では内蔵アンテナが追加された。これはLa Fontennaと同時に利用するためのものである。La Fontennaが屋外のフォネロ向けのものであるのに対して、内蔵アンテナは屋内のフォネロ向けのものである。スイッチが追加されたので、いくつかのISPの提供する半二重のハブにも接続することが出来るようになった。
La Fonera 2.0（FON2202） / La Fonera 2.0n（FON2303D）
Fonera 2.0nは802.11nを最初にサポートしたFONルーターである。これはUSBポートを持ち、外付けHDDを接続することが出来る。Fonera 2.0nのファームウェアは今までのFoneraと比べて以下のような機能が追加された。データをワイヤレスで共有する、動画や写真をYouTube、Flickr、Picasa、FacebookなどのSNSに自動的にアップロードする、コンピューターを立ち上げることなくBitTorrentファイルをTransmissionを用いてダウンロードする、Rapidshare、Megauploadのファイルを直接ダウンロードする。
Fonera 2.0nはWiFiを通じてファイルをバックアップしたり、印刷をしたり、リモートのWebcamにアクセスしたりすることが出来る。外部ストレージを接続すればNASとして用いることも出来る。さらに3GのUSBドングルをインターネットに接続するために用いることも出来る（そしてそれを共有できる）。Fonera 2.0nはオープンソースソフトウェアに基づいており、開発者は追加ソフトウェアを作成することが出来る。内蔵モデムを持っていないため、DSLモデムやルーターに接続する必要がある。
以上の機種は、2016年上半期で補修などのサポートを終了している。
FONルーター（FON2305E/FON2405E）、FONERA SIMPL（FON2405E-SE）
外観は同じでも、書き込まれているファームウェアによって大きく2つに分けられる。
- ソフトバンクがiPhone、iPad（Wi-Fi+3G）、スマートフォン、SB3Gケータイユーザー向けに無料配布しているルーターで、パケット定額プランとソフトバンクWi-Fiスポット（i）に加入すると提供される。また回線を自前で所有している法人、店舗向けにも無料提供されている。これまでのLa Foneraシリーズの機能に加え、802.11nにも対応している。これらのルーターではSSIDがパブリックは「FON_FREE_INTERNET」で発信され、他のLa Foneraシリーズと同等のサービスが提供される。Y!mobileブランドでもソフトバンクWi-Fiスポットは利用可能だが、FONアクセスポイントの提供に関しては対象外となっている(Wi-Fiスポット設定アプリもFONに関しては切るようにマニュアルに書かれてある)。
- ソフトバンクが法人、店舗に対し、ルーターとそれ専用のADSL回線をセットで無料提供している場合は、SSIDは「FON」(運用終了)と「0001softbank」が発信される特製ルーターである。これらは、SoftBankないしはY!mobile(0001softbankのみ)の端末だけが利用でき、Linusを含む一般のフォネロは利用することが出来ない、いわゆる「偽FON」。本来のFONは2405E-SE。

Fonera mini（Fon2412J）
2019年現在最新・サポートありのFONルーター。802.11n、802.11g、802.11bに対応している。
Fon光
　2020年9月28日(月)より提供が開始された、下り最大2Gbpsの超高速光インターネット回線。ソニーネットワークコミュニケーション　　　ズ株式会社が提供している2Gの回線を利用した高速の光ファイバーサービスで、同系列のサービスの中で、個人宅向けでは最安値で提供されている。高速無線LAN(Wi-Fi)が無料で標準装備されている。

## 使用可能なエリア（スポット）
FONのアクセスポイントは、公衆無線LANネットワークのアクセスポイントとは異なり、大半は個人によって設置されたものである。そのため都心部の駅や商業地域を中心に展開されている公衆無線LANとは逆に、住宅街を中心にスポットが形成されている。
電波が届けば近所の住人が開設しているアクセスポイントを自宅から利用することも可能であるが、日本においては自身もアクセスポイントを開設しなければならない Linus のサービスのみのため、ISPとの契約を免れる目的で使用することはできない。
その一方で、自分がアクセスポイントを一ヶ所開設すれば複数のFONアクセスポイントを利用できるので、自宅外でも近くにFON_APがあれば利用する事も出来る。戸外や外出先で、無線LAN端末機能を持つ「ポータブルゲーム機」「スマートフォン」などが利用出来るため、それらのWi-Fi機器の可能性を伸ばすと考えている人もいる。

## セキュリティ
FONは、FREESPOT等の公衆無線LANの一種であるため、それらと同等のセキュリティ上の問題がある。
また、ソフトバンクとの提携により「10分間お試し接続」と言われる機能がFON_APに付属した。このお試し接続はメール認証を行う必要が無いため、ID、PASSWORDを所持しない非FONユーザーがFONユーザーのFONアクセスポイントを使用することとなる。

## 法的問題
日本のISPの利用規約には、事業者に無断で通信回線やインターネット接続アカウントを他人に提供してはならない、などの契約約款が存在する場合がある。他人という言葉が契約者本人以外のどこまでの範囲まで該当するかや、アカウントの提供という言葉の内容には解釈の余地がある。FONを利用したい場合は、自身が契約しているISPの回線をFONのアクセスポイントとして提供することが可能かどうか確認しておくことが推奨される。
なお、日本国内で業として他人に無線アクセス回線を提供する場合、提供者は電気通信事業法の適用を受けることになり、手続きが容易ではない。このため、日本においてはBill型での参加形態自体が用意されていない。
FONの日本国内におけるパートナーシッププロバイダ（FONと提携契約しているプロバイダ）の一部（2011年8月現在）
- BB.excite
- isao.net
- インターリンク
- ブラステル
- i-revo
- ライブドア（2011年3月1日時点でのFON公式プロバイダ）
- Yahoo! BB
- 楽天コミュニケーションズ

FONの利用の禁止を明示しているプロバイダ
- ケイ・オプティコム（eo光） - 光ファイバーアクセスサービス契約約款第55条で禁止されている[12]。
- ぷらら - ぷらら利用規約では、第三者への回線貸与は規約違反としており、その回線貸与にFONのシステムが該当するため。
- ジュピターテレコム - ほとんどの地域で禁止されている[13]。
- So-net - 契約違反で禁止。

## 自治体の活用事例
- 酒田市 - 市当局と民間によるFONを利用した町おこしが行われている。
- 船橋市 - 酒田市同様、NPOによりFONを用いた「船橋駅周辺活性化プロジェクト」が立ち上げられている。
- 呉市 - 呉市本通商店の活性化の目的で青年会がFONの導入をはじめている。
- 福岡市 - 九州の一大商業地域である天神地区を中心にWiFi環境を構築するため、有志による「天神・大名WiFi化協議会」が設立され、観光やショッピングと連動した様々な取組みを行っている[14]。
- 南島原市 - 長崎県南島原市商工会青年部が進めるWi-Fiコミュニティ事業「島原のLAN」（島原の乱にあやかる）は、2008年4月中に同市内におよそ200個所のFONアクセスポイント設置を目指す。